# Comuna de Poniec
Poniec (polaco: Gmina Poniec) é uma gminy (comuna) na Polónia, na voivodia de Grande Polónia e no condado de Gostyński. A sede do condado é a cidade de Poniec.
De acordo com os censos de 2004, a comuna tem 7863 habitantes, com uma densidade 59,4 hab/km².

## Área
Estende-se por uma área de 132,32 km², incluindo:
- área agricola: 74%
- área florestal: 18%

## Demografia
Dados de 30 de Junho 2004:
|                      | Total   | Total | Mulheres | Mulheres | Homens  | Homens |
| -------------------- | ------- | ----- | -------- | -------- | ------- | ------ |
|                      | pessoas | %     | pessoas  | %        | pessoas | %      |
| População            | 7863    | 100   | 4042     | 51,4     | 3821    | 48,6   |
| Densidade (pop./km²) | 59,4    | 100   | 30,5     | 30,5     | 28,9    | 28,9   |

De acordo com dados de 2002, o rendimento médio per capita ascendia a 1260,5 zł.

## Comunas vizinhas
- Bojanowo, Gostyń, Krobia, Krzemieniewo, Miejska Górka, Rydzyna